# Vladimir Lazarević
Vladimir Lazarević (Grnčar, općina Babušnica, Srbija, 23. ožujka 1949.) je bivši general Vojske Jugoslavije. 
Lazarević je pred Međunarodnim sudom za ratne zločine u Haagu optužen da je zajedno s generalima Nebojšom Pavkovićem, Sretenom Lukićem i Vlastimirom Đorđevićem sklopio zajednički zločinački pothvat protjerivanja Albanaca s Kosova.

## Životopis
Završio je Vojnu akademiju 1972. godine, a kasnije i Komandno-štabnu akademiju kopnene vojske i Školu nacionalne obrane, s odličnim ocjenama. Kao zapovjednik i načelnik različitih formacija radio je u Nišu, Prizrenu, Prištini, Beogradu i Leskovcu.
Načelnik Štaba Prištinskog korpusa postao je 1998. godine, a šest mjeseci kasnije i zapovjednik Prištinskog korpusa. Početkom 2000. postavljen je za zapovjednika Treće armijske oblasti Vojske Jugoslavije. Četiri puta ga je izvanredno unaprijedio bivši predsjednik SRJ Slobodan Milošević, a u travnju 1999. godine odlikovan je Ordenom ratne zvezde prvog stepena.
Ukazom Vojislava Koštunice, tadašnjeg predsjednika SRJ, 1. travnja 2002. godine postavljen je na položaj načelnika Sektora za kopnenu vojsku. S te dužnosti smjenjen je 7. kolovoza 2003. godine.
Lazarević se dobrovoljno predao Haškom sudu. Osuđen je na 15 godina zatvora.